# Pointes de la Glière
Pointes de la Glière – szczyt w Alpach Graickich, części Alp Zachodnich. Leży we wschodniej Francji w regionie Owernia-Rodan-Alpy. Należy do masywu Vanoise. Szczyt można zdobyć ze schroniska Refuge de la Glière (2010 m). Góra ma dwa wierzchołki: wyższy - Grande Glière (3386 m) i niższy - Petite Glière (3322 m).